# LEC (F1)
LEC（LEC Refrigeration Racing）は、1977年にF1に参戦していたコンストラクター。
コンストラクターとしての参戦は1977年からだが、1973年にはマーチのシャシーを購入して参戦している。

## 歴史
1973年、イギリス人ドライバーデビッド・パーレイが自分を走らせるために自らオーナーとなりチームを設立。
チーム名は、彼の実家である冷凍機器メーカーLEC (LEC Refrigeration) の名前に由来する。
この年はマーチ・731を購入して5戦に出場(うち1戦予選落ち)。最高位はイタリアGPでの9位に留まる。翌年、パーレイがトークンへ移籍。その後もパーレイがF2などに活動を場を変えたことから、LECの名はしばらくの間F1から無くなっていた。
1977年にオリジナルマシン「LEC・CRP1」を引っ提げて4年ぶりにF1に復帰。コンストラクターとしての参戦を開始する。チームは第5戦よりエントリーしたものの予備予選を突破できず、1戦欠場後の第7戦ベルギーGPで決勝レース初出走を果たす。そこから3戦連続で決勝に進出するも、最高位はベルギーGPでの13位に留まっていた。

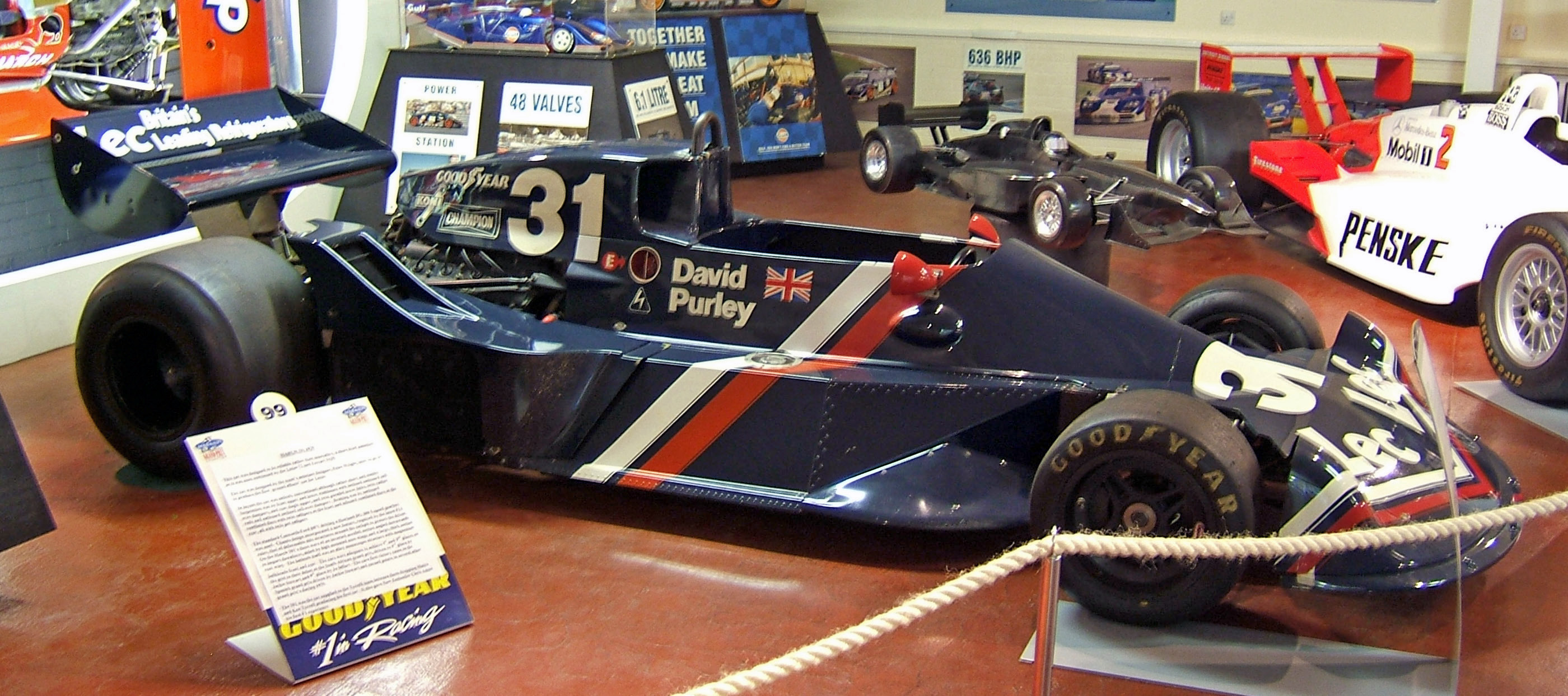
LEC・CRP1

そんな中、第10戦イギリスGPの予備予選にてパーレイが生死を彷徨う大クラッシュを喫してしまう(詳細はデビッド・パーレイ#大クラッシュを参照)。このクラッシュが原因でパーレイはF1からの引退を余儀なくされ、チームもそれに伴い消滅した。
マイク・アールら主要メンバーはオニクス (Onyx) を結成し、F2や国際F3000で活躍。1989年から1990年までF1に参戦した。

## F1世界選手権の成績
(key)
| 年     | シャシー    | エンジン               | タイヤ | ドライバー         | 1   | 2   | 3   | 4   | 5   | 6   | 7   | 8   | 9   | 10   | 11  | 12  | 13  | 14  | 15  | 16  | 17  | ポイント | 順位 |
| ------ | ----------- | ---------------------- | ------ | ------------------ | --- | --- | --- | --- | --- | --- | --- | --- | --- | ---- | --- | --- | --- | --- | --- | --- | --- | -------- | ---- |
| 1973年 | マーチ・731 | コスワース・DFV 3.0 V8 | G      |                    | ARG | BRA | RSA | ESP | BEL | MON | SWE | FRA | GBR | NED  | GER | AUT | ITA | CAN | USA |     |     |          |      |
| 1973年 | マーチ・731 | コスワース・DFV 3.0 V8 | G      | デビッド・パーレイ |     |     |     |     |     | Ret |     |     | DNS | Ret  | 15  |     | 9   |     |     |     |     |          |      |
| 1977年 | LEC・CRP1   | コスワース・DFV 3.0 V8 | G      |                    | ARG | BRA | RSA | USW | ESP | MON | BEL | SWE | FRA | GBR  | GER | AUT | NED | ITA | USA | CAN | JPN | —        | 0    |
| 1977年 | LEC・CRP1   | コスワース・DFV 3.0 V8 | G      | デビッド・パーレイ |     |     |     |     | DNQ |     | 13  | 14  | Ret | DNPQ |     |     |     |     |     |     |     | —        | 0    |
| 出典   |             |                        |        |                    |     |     |     |     |     |     |     |     |     |      |     |     |     |     |     |     |     |          |      |